# Логвинов, Михаил Васильевич
Михаил Васильевич Логвинов (6 июня 1941 — 9 декабря 2014, Москва) — советский актёр и режиссёр театра и кино.

## Биография
Обучался в драматической студии при Центральном детском театре по специальности «актёр театра драмы и кино», в школе-студии МХАТ по специальности «режиссёр драматического театра» под руководством О. Н. Ефремова. Затем работал артистом в Центральном Детском Театре, исполнял одни из главных ролей в пьесах В. С. Розова, А. Островского, русских народных сказках и др. Также Михаил Васильевич более 10 лет был главным режиссёром Воронежского ТЮЗа, где поставил среди прочих такие спектакли как «Полоумный Журден» по пьесе М. Булгакова, «Отверженные» по роману В. Гюго, несколько постановок по пьесам Льва Корсунского на современные в тот момент темы. Открыл при ТЮЗе драматическую студию актёрского мастерства, подобную той, в которой обучался сам. Совместно с О. О. Бундаковым вёл курс в Школе Русского Психологического Театра.
Похоронен на Хованском кладбище.

## Роли в кино
В 1961—1973 годы Логвинов снимался в 6-ти фильмах:
- «Много шума из ничего» (1973) — Конрад.
- «Тридцать три» (1965) — гость.
- «Город — одна улица» (1963) — Сергей.
- Високосный год (1961) — Саша Любимов.
- «Мир входящему» (1961) — штурмовик гитлерюгенда.
- «Битва на Неретве» (1969) — актёр дубляжа[3].